# The Absent-Minded Professor
The Absent-Minded Professor is een Amerikaanse humoristische sciencefictionfilm uit 1961, als familiefilm geproduceerd door Walt Disney Productions, gebaseerd op het korte verhaal "A Situation of Gravity" van Samuel W. Taylor. De hoofdpersoon was gedeeltelijk gebaseerd op Hubert Alyea, emeritus hoogleraar scheikunde aan de Princeton University, die bekend stond als "Dr. Boom" voor zijn explosieve demonstraties. Geregisseerd door Robert Stevenson, speelt Fred MacMurray in de film de hoofdrol als professor Ned Brainard.
De film was een groot succes aan de kassa en twee jaar later kende de Disney-film een vervolg: Son of Flubber (1963).
De originele film uit 1961 was een van de eerste Disney-films die werd ingekleurd (voor de video-release van 1986) en, samen met The Shaggy Dog en Son of Flubber, is het een van de weinige nog zwart-witfilms van Disney die geproduceerd werd na 1941.